# کائونا (کوچوو)
کائونا (به صربی: Kaona) یک منطقهٔ مسکونی در صربستان است که در کوچوو واقع شده‌است. کائونا ۷۱۲ نفر جمعیت دارد.